# Banque Populaire CASDEN
CASDEN (originalmente acrónimo de Caisse d'aide sociale de l'Éducation nationale) es el banco cooperativo de toda la función pública francesa, fundado en 1951. Es un banco cooperativo de dimensión nacional, forma parte de la red de Banques Populaires y del grupo BPCE, del que es accionista con el 3,50% del capital.

## Historia
Creada y gestionada por docentes en 1951, el banco cooperativo del personal de educación, de investigación y de cultura es miembro de l'Economie sociale partenaire de l'école de la république (L'ESPER), creada en diciembre de 2010 como polongación del Comité de coordination des oeuvres mutualistes et coopératives de l'éducation nationale (CCOMCEN).
Este (banco) se rige sobre todo por la ley del 10 de septiembre de 1947 sobre el estatuto de la cooperación y los artículos L-512-2- y siguientes del Código Monetario y Financiero. En 1974, se asoció con el grupo Banque Populaire. También cooperativa, permitió a la CASDEN servir mejor a sus miembros a través de la red de Banques Populaires regionales repartidas por toda Francia. De este modo, la CASDEN se convirtió a la vez en una Banque Populaire y en socia de las Banques Populaires.
Pueden ser sus miembros:
- las personas que trabajen en un servicio público o en un establecimiento público bajo la autoridad del Ministerio de Educación Nacional, Investigación, Deporte o Cultura, y sus cónyuges, parejas o parejas en unión de hecho;
- las personas que trabajen en establecimiento públicos de enseñanza bajo la autoridad de otros ministerios y sus cónyuges, parejas o parejas en unión de hecho, así como cualquier otra categoría que pueda depender del Ministerio de Educación;
- las asociaciones, agrupaciones y generalmente todas las personas morales, legalmente constituidas, cuya actividad está al servicio de la Educación Pública, Investigación y Cultura o de sus miembros, así como las personas empleadas por estos organismos;
- jubilados de las categorías anteriores;
- empresas de la red de Banques Populaires, BPCE;
- las personas que hayan prestado servicios destacados a la empresa;
- las personas pertenecientes a categorías aprobadas por el Consejo de Administración, con el acuerdo de BPCE.

Los miembros de la CASDEN son acogidos en las 111 delegaciones departamentales dirigidas por compañeros docentes y en las sucursales de los Banques Populaires regionales.
La CASDEN también es un socio privilegiado de las grandes organizaciones nacionales de enseñanza, en particular del MGEN.
En 2015, abrió sus puertas a toda la función pública.

## Actividades
CASDEN ofrece principalmente soluciones para ahorrar y préstamos a los socios.
Su oferta se basa en el Programa 1, 2, 3 CASDEN:
- Los socios reúnen sus ahorros a su propio ritmo;
- Estos ahorros les permiten acumular puntos;
- Los puntos adquiridos les dan acceso a tipos de crédito muy beneficiosos.

Por lo tanto, cuanto más largo y grande sea el ahorro, mayor será el número de puntos y menor el tipo de interés del crédito.
Los socios también pueden transferir sus puntos a sus ascendientes o descendientes, conservando sus ahorros.

### Soluciones para ahorrar
El ahorro puede estar en dos tipos de cuentas:
- el depósito solidario es una cuenta de ahorro sin intereses que permite obtener puntos solidarios. Calculado diariamente, el número de puntos adquiridos depende de las cantidades depositadas y de la longevidad del depósito. Permite obtener préstamos a las mejores tasas.
- la cuenta de ahorros es una cuenta remunerada que permite adquirir puntos privilegiados. Calculado diariamente, el número de puntos adquiridos depende de las cantidades depositadas y de la duración del depósito. Los puntos adquiridos dan la posibilidad de beneficiarse de tipos de crédito ventajosos.

## Cifras
El 31 de diciembre de 2016.
- 565 empleados
- 239 delegados departamentales
- 8.284 contactos en los establecimientos de la función pública
- 1.530.708 socios

Préstamos a los miembros
- 8.200 millones de euros en préstamos pendientes, de los cuales el 14% son préstamos al consumo y el 86% préstamos inmobiliarios
- 22.769 millones de euros de garantías pendientes con los préstamos mutualistas garantizados (préstamos del Banque Populaire garantizados por CASDEN)

Ingresos de los miembros
- 9.100 millones de euros en ahorros pendientes (Depósitos Solidarios y Libretas de Ahorro)

Resultados consolidados
- 52,3 millones de euros de beneficio neto consolidado
- 163,8 millones de euros de ingresos bancarios netos
- 12.000 millones de euros en activos totales

Fuente: COGNOS - Datos a finales de diciembre de 2016 Socios + Miembros, SIEGE+TSMT, PP+PM, DS y CSL cuyo importe supera el umbral.